# 단위 반복 소수
단위 반복 소수(Repunit prime)란, 1이 나열된 소수를 의미하며, n진법에서는 {\displaystyle {\tfrac {n^{p}-1}{n-1}}}의 꼴로 표현할 수 있으며, 10진법에서의 경우 {\displaystyle {\tfrac {10^{p}-1}{9}}}의 꼴로 표현할 수 있다. 진법에 관계 없이 p가 소수일 때만 성립할 수 있으며, p가 합성수일 경우 1이 p의 약수 만큼 늘어선 숫자를 반드시 약수로 갖게 된다. 또한 모든 단위 반복 소수는 회문 소수이자 재배열 가능 소수다.
2진수에서의 단위 반복 소수는 메르센 소수에 해당한다.

## 목록
지금까지 알려진 10진법에서의 단위 반복 소수는 다음과 같다. 
| # | {\displaystyle n} | {\displaystyle {\tfrac {10^{n}-1}{9}}} |
| - | ----------------- | -------------------------------------- |
| 1 | 2                 | 11                                     |
| 2 | 19                | 1111111111111111111                    |
| 3 | 23                | 11111111111111111111111                |
| 4 | 317               | R317                                   |
| 5 | 1031              | R1031                                  |
| 6 | 49081             | R49081                                 |
| 7 | 86453             | R86453                                 |

## 같이 보기
- 순환소수
- 렙디지트